# SimAnt
SimAnt es un videojuego de simulación creado por la empresa Maxis en 1991 que trata sobre el manejo de una colonia de hormigas. Fue diseñado por Will Wright, creador de otros juegos sim como SimCity y Los Sims. En 1992, fue nombrado "Mejor programa de simulación" por los Premios CODiE de la Asociación de Distribuidores de Software (Software Publisher Association).

## Descripción
La idea del juego es construir una gran colonia de hormigas en el patio de una casa suburbana. Asimismo, debe sobrevivir a los peligros que normalmente las acechan, como el corta césped, las arañas, y claro, la colonia enemiga de hormigas rojas. El objetivo máximo es propagar la colonia a lo largo del jardín, dentro de la casa y finalmente desplazar a las hormigas leones, las arañas y los propietarios humanos. Con respecto a esto se diferencia de los demás juegos "Sim" que no tienen un objetivo final de victoria o fracaso.
Existen varios modos de juego:
- Modo campaña. En donde el objetivo es conquistar todo el jardín y la casa, obligando a su dueño a venderla. Para ello existe un mapa de campaña, dividido en cuadrículas. Debemos producir nuevas reinas para colonizar nuevos territorios, representados por las cuadrículas, se provoca un vuelo nupcial y las nuevas reinas formarán nuevas colonias en ellos. Cuando se logra la total colonización de todo el territorio se gana el juego.

- Modo juego rápido. Nos permite una partida entre una colonia de hormigas negras (nosotros) contra las hormigas rojas. Siendo el objetivo la reina contraria, ya que su fin es el fin de la colonia.

- Modo experimental. Te permite hacer de observador, introducir las variables como comida, cantidad de hormigas propias y enemigas, obstáculos en forma de laberinto, incluso jugar con las feromonas y hasta poder controlar a la poderosa Araña come-hormigas.

Durante el juego tomamos el control de la primera hormiga en nacer de nuestra colonia, que se torna de color amarillo para distinguirla, podemos moverla por todo el mapa de acción, siendo éste un trozo de tierra o de casa en el modo de campaña. Entre los potenciales peligros aparte de los descritos están las hormigas león que crean trampas en el suelo en donde puedes caer, también podemos morir de hambre, a no ser que consigas comer gracias a las bolas verdes que representan comida o a una compañera hormiga que te alimente por trofalaxis. También se puede conseguir alimento cazando de vez en cuando alguna oruga. Nuestra hormiga puede cargar con pequeñas piedras, transportar comida, excavar túneles o luchar. Podemos tomar el control de cualquier hormiga, habiendo cuatro castas: obreras, guerreras, nuevas reinas y zánganos. Si muere no hay problema, ya que tomaremos el control de una nueva hormiga nacida de un huevo.
El jugador puede cambiar entre las diversas castas de hormigas con solo presionar la tecla X, el juego se pausará instantáneamente y le dará la posibilidad al jugador de hacer clic en otra hormiga negra y así poder controlarla. Por lo general se comienza el juego siendo una hormiga obrera, pero se puede controlar además a la reina, una hormiga soldado o hasta un macho. También se pueden reclutar hormigas para que sigan a la seleccionada manteniendo presionado el botón izquierdo del mouse sobre la hormiga amarilla, se abrirá un menú que le permite al usuario reclutar hormigas, esto sirve para cazar arañas, orugas o atacar al enemigo.
La supervivencia de la colonia depende plenamente de la capacidad del jugador, ya que el usuario tiene pleno control sobre el porcentaje de producción de castas y la distribución de reinas a lo largo del escenario.
El juego fue lanzado para las plataformas IBM PC, Commodore Amiga, Apple Macintosh, y Super Nintendo Entertainment System. La versión de Nintendo también agregaba ocho escenarios, donde el objetivo en cada uno era eliminar el enemigo (las hormigas rojas), en distintas localizaciones, cada una con diferentes niveles de dificultad. 
La caja venía con un manual de instrucciones, que no sólo cubría la mecánica del juego, sino también contenía gran cantidad de información referida a las hormigas y las sociedades de hormigas.

## Criaturas
Además de hormigas existen otras criaturas como arañas, hormigas leones, orugas, cochinillas y pájaros. Algunos de ellos pueden ser exterminados por un enjambre de hormigas lo suficientemente grande, y por ejemplo, las orugas y las arañas pueden eventualmente transformarse en alimento para la colonia. Cuando las criaturas son exterminadas por las hormigas, normalmente son reemplazadas, excepto las hormigas león. Las hormigas león pueden ser erradicadas de la partida simplemente con tapar sus trampas con "rocas", que pueden ser transportadas por la hormiga que controla el usuario; o reclutando un numeroso grupo de hormigas alrededor de esta que acabarán por matarla.
Las hormigas se dividen en grupos de jerarquía simple, como las hormigas de la vida real, están las obreras y la reina. Las hormigas macho que alas su misión es crear nuevas colonias fuera del hormiguero y las hormigas machos estériles o guerreras es defender el hormiguero.
El sistema de batalla es aleatorio al momento de un ataque, se puede vencer como morir, lo determina el juego e influye la barra amarilla de "hambre".

## Legado
El juego nunca tuvo una gran repercusión ni ha ganado una gran popularidad, excepto en algunos pequeños grupos de culto a este tipo de juegos. Fue relanzado por Maxis como parte de la suit SimsClassics.

## Ventas
Según las estadísticas de la Asociación de Distribuidores de Software, el juego en caja para PC vendió alrededor de 100.000 copias desde abril de 1992.

## Sucesor espiritual
Podría considerarse a Empire of the Ants (Videojuego) como tal. Actualmente continua en desarrolló un videojuego similar llamado Empires of the Undergrowth.